# قايدو أدلر
قايدو أدلر (بالألمانية: Guido Adler)‏ (و. 1855 – 1941 م) هو مدرس، وعالم موسيقى، وملحن، وتربوي، وأستاذ جامعي، من النمسا، توفي في فيينا، عن عمر يناهز 86 عاماً.

## مناصب وهيئات
أدار جامعة فيينا.

## روابط خارجية
- قايدو أدلر على موقع الموسوعة البريطانية (الإنجليزية)
- قايدو أدلر على موقع ميوزك برينز (الإنجليزية)
- قايدو أدلر على موقع أول ميوزيك (الإنجليزية)